# Icehouse Canyon
Icehouse Canyon – jednostka osadnicza w Stanach Zjednoczonych, w stanie Arizona, w hrabstwie Gila.